# Кортеш (Монсан)
Кортеш (порт. Cortes) — район (фрегезія) в Португалії,  входить в округ Віана-ду-Каштелу. Є складовою частиною муніципалітету  Монсан. За старим адміністративним устроєм входив в провінцію Мінью. Входить в економіко-статистичний  субрегіон Мінью-Ліма, який входить в Північний регіон. Населення складає 1080 чоловік на 2001 рік. Займає площу 4,74 км².